# 3697 Guyhurst
3697 Guyhurst eller 1984 EV är en asteroid i huvudbältet som upptäcktes den 6 mars 1984 av den amerikanske astronomen Edward L.G. Bowell vid Anderson Mesa Station. Den är uppkallad efter den brittiske astronomen Guy Hurst.
Asteroiden har en diameter på ungefär 4 kilometer och den tillhör asteroidgruppen Vesta.